# Élections législatives de 2020 en Transnistrie
Les Élections législatives de 2020 en Transnistrie ont lieu le 29 novembre 2020 afin de renouveler les  43 membres du conseil suprême de Transnistrie, république sécessionniste de la Moldavie. Des élections municipales ont lieu le même jour.

## Système électoral
Le conseil suprême est un parlement unicaméral composé de 33 membres élus pour cinq ans au scrutin uninominal majoritaire à un tour dans autant de circonscriptions. Il s'agit des premières élections depuis la réduction du nombre de parlementaires, qui était auparavant de 43.

## Résultats
|                           |                                         |         |       |        |               |  |  |  |  |
| Parti                     | Parti                                   | Voix    | %     | Sièges | +/-           |  |  |  |  |
|                           | Parti républicain "Renouveau"           |         |       | 29     | 6             |  |  |  |  |
|                           | Parti communiste de Pridnestrovie (PCP) |         |       | 0      | 1             |  |  |  |  |
|                           | Parti démocratique du peuple "Proriv!"  |         |       | 0      | en stagnation |  |  |  |  |
|                           | Autres partis                           |         |       | 0      | en stagnation |  |  |  |  |
|                           | Indépendants                            |         |       | 4      | 3             |  |  |  |  |
|                           | Aucun d'entre eux                       | 23 493  |       |        |               |  |  |  |  |
|                           |                                         |         |       |        |               |  |  |  |  |
| Suffrages exprimés        |                                         |         |       |        |               |  |  |  |  |
| Votes blancs et invalides |                                         |         |       |        |               |  |  |  |  |
| Total                     | Total                                   | 115 205 | 100   | 33     | 10            |  |  |  |  |
| Abstentions               | Abstentions                             | 295 387 | 71,94 |        |               |  |  |  |  |
| Inscrits / participation  | Inscrits / participation                | 410 592 | 28,06 |        |               |  |  |  |  |

## Analyse
Les élections sont marquées par une très forte abstention, seuls un peu plus d'un quart des électeurs s'étant rendus aux urnes. Elles sont néanmoins déclarées valides, les autorités supprimant pour ce faire le quorum de participation.
Le Parti républicain "Renouveau", dirigé en coulisse par l'oligarche Viktor Gushan, sort à nouveau vainqueur du scrutin. Dans 22 des 33 circonscriptions, seul le candidat de Renouveau était en lice.